# 安政見聞録

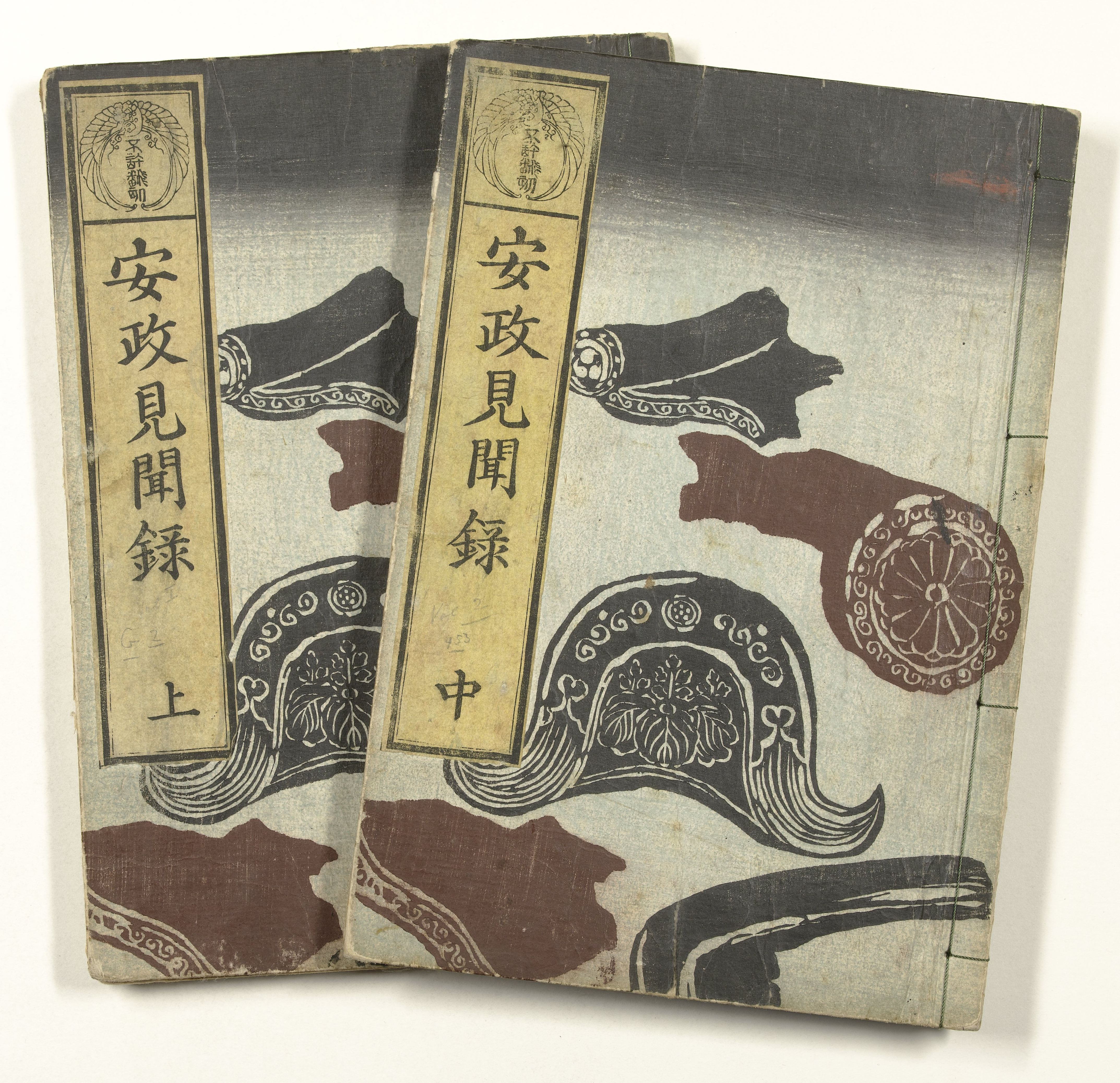
アムステルダム国立美術館所蔵

『安政見聞録』（あんせいけんもんろく）は、安政の大地震の様子を記録した書籍の一つ。

## 概要
『安政見聞録』は、1855年11月11日（安政2年10月2日）の夜10時頃に発生した地震の様子を記録した書物で、安政3年6月に刊行された。著者は服部保徳、挿絵は一梅斎芳晴によって描かれ、地震時の教訓を多く盛り込んだ内容になっている。この書物は、先に出版された同様の書籍『安政見聞誌』を意識した内容になっており、装丁や構成だけを見てもそれを窺い知ることができる。内容を見ると、『安政見聞誌』が衆俗の様々な情報や取材内容をありのまま載せているのに対し、『見聞録』は教訓になる話を選び、筆者の考察を加えて書いている。また、『見聞録』の下巻には『見聞誌』にはない科学的な考察も見ることができる。

## 章の構成
- 上巻
  1. 地震の弁
  2. 孝婦非命に死するの条
  3. 孝女死期に紀念を遺す条
  4. 卑賎の老夫天変を知る条
  5. 士人自身飢民を救ふ条

- 中巻
  1. 父母に先だつて遁れ還て災にあふ条
  2. 地震によりて片足の肉を脱する条
  3. 流言を信ずれば禍ひを招く条
  4. 地震の前後地脈狂ふ条
  5. 地震の方角をいふ条

- 下巻
  1. 節婦衣を捐て夫の死骸を拾ふ条
  2. 父母を譲りて財を忘るる男の条
  3. 瞽者未然を知るの条
  4. 地下より火気を発するの条
  5. 神明万民を憐み為ふの条
  6. 鼠土中より多く生ずる条
  7. 蝦蟇巨蛇を闘ふ条